# Patinatge artístic als Jocs Olímpics d'estiu de 1920
Als Jocs Olímpics de 1920 realitzats a la ciutat d'Anvers (Bèlgica) es disputaren tres proves de patinatge artístic sobre gel, una en categoria masculina, una en femenina i una de mixta entre els dies 20 i 30 d'abril.
Aquesta fou la segona, i última, ocasió que el patinatge artístic fou esport olímpic en els Jocs Olímpics d'Estiu. En la realització dels primers Jocs Olímpics d'Hivern l'any 1924 aquesta modalitat esportiva passà al programa oficial d'aquests jocs.

## Comitès participants
Participaren 31 patinadors de vuit comitès nacionals diferents:
| - Bèlgica (2) (homes: 1;dones:1) - Estats Units (4) (homes: 2;dones:2) - Finlàndia (3) (homes: 2;dones:1) - França (2) (homes: 1;dones:1) | - Noruega (6) (homes: 3;dones:3) - Regne Unit (9) (homes: 5;dones:4) - Suècia (4) (homes: 2;dones:2) - Suïssa (1) (homes: 1;dones:0) |

## Resum de medalles
| Prova                      | Or                                              | Argent                            | Bronze                                      |
| Individual masculí detalls | Gillis Grafström                                | Andreas Krogh                     | Martin Stixrud                              |
| Individual femení detalls  | Magda Mauroy-Julin                              | Svea Norén                        | Theresa Weld                                |
| Parelles detalls           | Finlàndia Ludowika Jakobsson · Walter Jakobsson | Noruega Alexia Bryn · Yngvar Bryn | Regne Unit Phyllis Johnson · Basil Williams |

## Medaller
| Posició | País         | Or | Argent | Bronze | Total |
| 1       | Suècia       | 2  | 1      | 0      | 3     |
| 2       | Finlàndia    | 1  | 0      | 0      | 1     |
| 3       | Noruega      | 0  | 2      | 1      | 3     |
| 4       | Regne Unit   | 0  | 0      | 1      | 1     |
| 4       | Estats Units | 0  | 0      | 1      | 1     |